# Центральное духовное управление мусульман России
Центральное духовное управление мусульман России (ЦДУМ России) — старейшая из действующих общероссийских религиозных организаций мусульман (муфтиятов). Центральные органы управления организации находятся в Уфе (Башкортостан). Председатель ЦДУМ — верховный муфтий шейх-уль-ислам Талгат Таджуддин.

## История

### Оренбургское магометанское духовное собрание

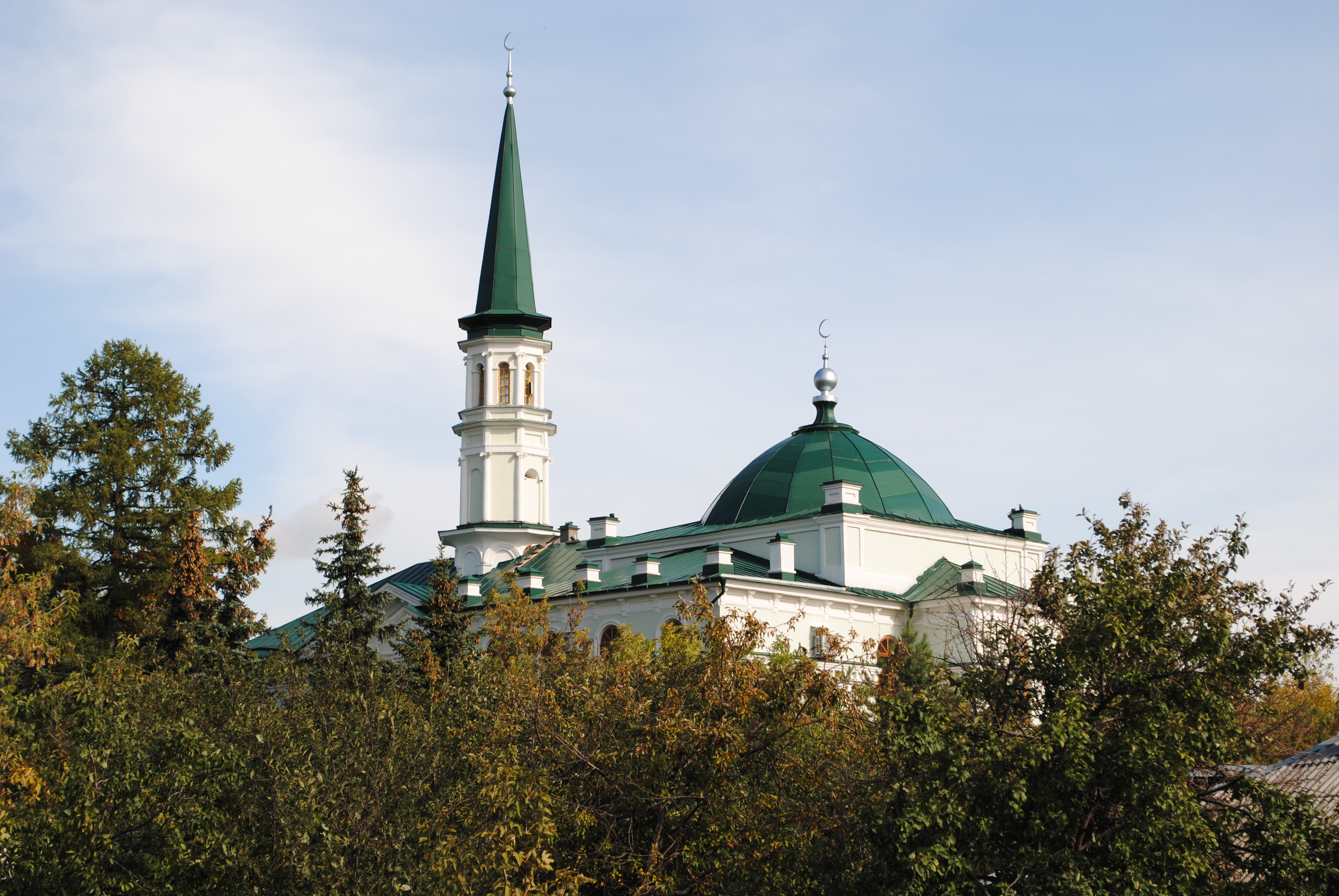
Первая соборная мечеть Уфы

Центральное духовное управление мусульман России связывает свою историю с первым официально оформленным объединением мусульман в Российской империи — Уфимским духовным магометанского закона собранием, учрежденным указом Екатерины II от 22 сентября 1788 года, открытие которого состоялось 4 декабря 1789 года в Уфе. Оренбургское магометанское духовное собрание было создано по просьбе уфимского наместника О. А. Игельстрома как государственное учреждение для «испытания» лиц духовного звания и отбора среди них «благонадежных», полномочия его осуществлялись на территории Уфимского наместничества и Оренбургской губернии (позже на всей территории России, кроме Таврического наместничества).

### Диния назараты
Преемником Оренбургского магометанского духовного собрания, сохранившим контроль в сфере управления жизнью мусульман региона, фактически стало Диния назараты (тат. Диния нәзараты, буквально «министерство веры»). Диния назараты было создано на II Всероссийском мусульманском съезде 22 июля 1917 года, проходившем в Казани; его председателем стал муфтий Галимджан Баруди. Диния назараты было ведомством (министерством) по делам религии правительства (Милли Идарэ) Национально-культурной автономии мусульман тюрко-татар Внутренней России и Сибири, созданное в 1917 году. 12 апреля 1918 года было издано решение о роспуске Милли Идарэ, которое подписали нарком по делам национальностей РСФСР И. В. Сталин и глава Мусульманского комиссариата при Наркомнаце РСФСР М. М. Вахитов. В нём было особо отмечено сохранение Диния Назараты как духовного управления мусульман, но «с условием невмешательства в политические дела». В ответ 25 апреля 1918 года от имени Диния Назараты Г. Баруди и казыи подписали возмущённое воззвание, где они предупреждали авторов этого решения об ответственности перед божьей карой, судом нации и истории.
В июне 1918 года от имени Диния Назараты Г. Баруди и казыи подписали поздравление в связи с избавлением Уфы от власти большевиков. В августе 1918 года Г. Баруди отбыл в Петропавловск и позднее присоединился к членам Милли Идарэ в изгнании. Заместитель муфтия Р. Фахретдин не покинул Уфу и Диния Назараты продолжило существование.

### Советский период
После победы РККА в округе, находившемся под фактической юрисдикцией Диния Назараты, 16—25 сентября 1920 года в Уфе под председательством муфтия Г. Баруди прошел I Всероссийский съезд мусульманского духовенства (улемов), на котором было создано Центральное духовное управление мусульман Внутренней России и Сибири, которое фактически переняло функции Диния назараты. Структура новой организации была трёхступенчатой: высшая (Диния назараты — в составе председателя — муфтия и шести членов — казыев); средняя (мухтасибат) — из трех человек во главе с мухтасибом; нижняя (мутаваллиат) — из муллы, муэдзина и секретаря-казначея при каждой мечети.
10—25 июня 1923 года в Уфе проходил II Всероссийский съезд мусульманских деятелей, на котором присутствовало 285 делегатов и муфтии Коканда, Ташкента и Крыма. Муфтием и председателем уфимского муфтията был избран Р. Фахретдин. В это время уфимский муфтият являлся духовным управлением мусульман большей части мусульман СССР. 30 ноября 1923 года НКВД РСФСР утвердил Устав Центрального духовного управления мусульман (ЦДУМ) РСФСР (кроме Крыма, Кавказа и Туркестана), по которому полномочия уфимского муфтията распространялись на Татарскую, Башкирскую, Киргизскую (Казахскую) и Украинскую республики, Чувашскую, Вотскую и Калмыцкую автономные области, а равно и губернии внутренней России и Сибири.
В 1943 году создаются еще три независимых друга от друга духовных центра управления мусульманами в СССР: Духовное управление мусульман Средней Азии и Казахстана (с центром в Ташкенте), Духовное управление мусульман Закавказья (Баку), Духовное управление мусульман Северного Кавказа (Буйнакск). В итоге ЦДУМ окончательно утратило свои центральные функции. К Духовному управлению мусульман Средней Азии и Казахстана перешла территория Казахской ССР; в находившемся в его юрисдикции узбекском городе Бухаре в 1946 году было открыто единственное в СССР медресе «Мир-Араб». 
В 1948 году в Уфе проводился съезд мусульманского духовенства и верующих европейской части СССР и Сибири, на котором ЦДУМ была переименована в Духовное управление мусульман европейской части СССР и Сибири (ДУМЕС) и был принят новый Устав, по которому из ведения ДУМЕС были изъяты такие полномочия, как создание медресе и мектебов, организация курсов для подготовки служителей культа, образование мухтасибатов, ведение метрических книг. Организация сохранила чисто богословские функции, контроль за назначением духовенства, учёт мечетей и молитвенных домов.
В 1968 году в Ташкенте начал издаваться единственный в СССР журнал для мусульман «Мусульмане Советского Востока», в 1971 году в этом советском городе был открыт Исламский институт им. имама Бухари, и город Ташкент как основной центр советских мусульман окончательно сменил Уфу.
В 1989 году на основании Постановления Совета по делам религий при Совете министров СССР в Уфе при ДУМЕС было открыто Медресе имени Ризаитдина Фахретдина на базе Первой соборной мечети.

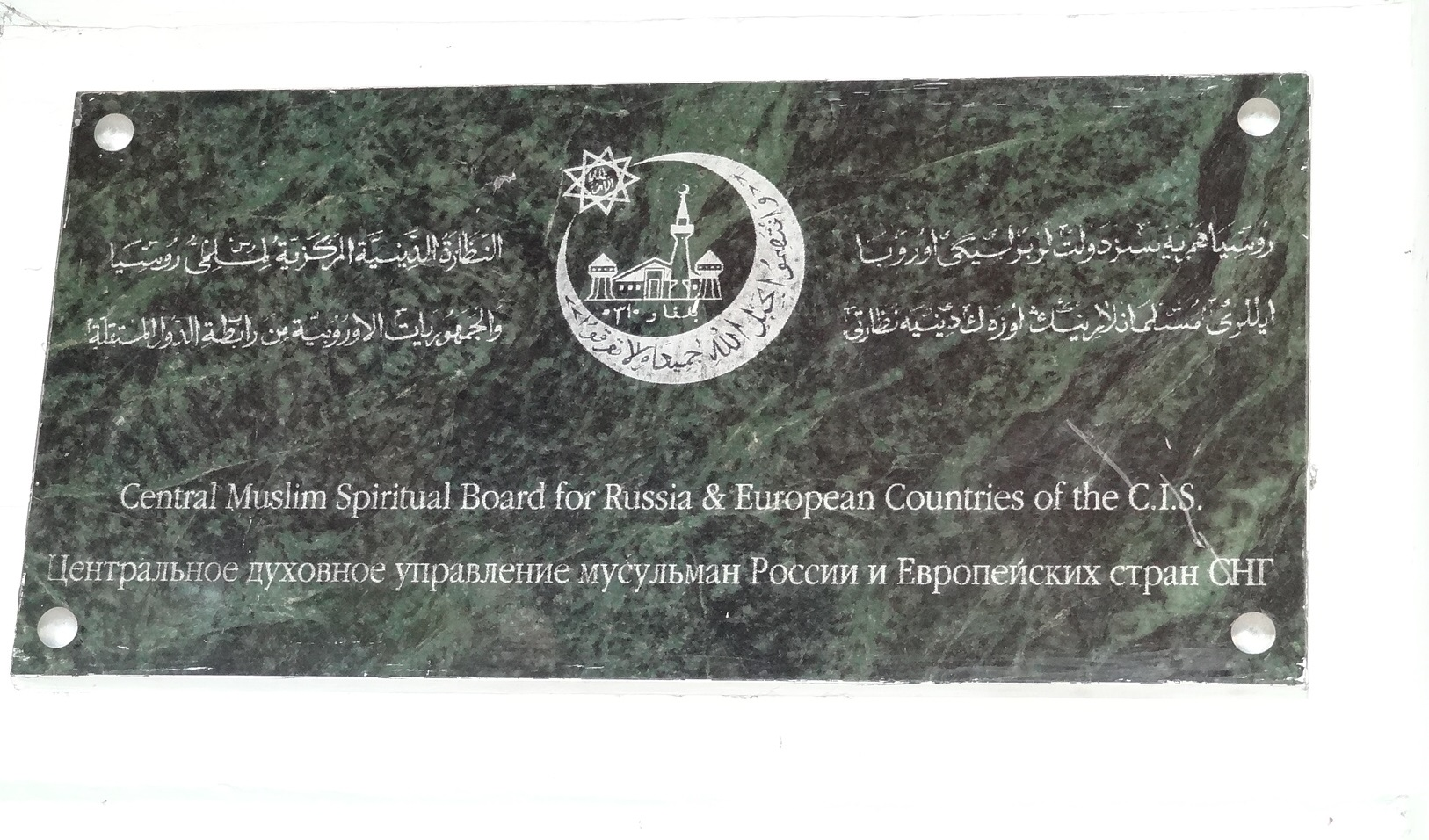
Центральное духовное управление мусульман России и Европейских стран СНГ (табличка)

### После 1991 года
8—10 ноября 1992 года в Уфе прошел VI чрезвычайный съезд мусульман Европейской части СНГ и Сибири. Делегаты съезда утвердили новый устав ДУМЕС. По принятому уставу ДУМЕС переименовывалось в Центральное духовное управление мусульман России и Европейских стран СНГ (ЦДУМ). Официально это название вступило в силу только 6 марта 1994 года, когда новый устав ДУМЕС прошел регистрацию в Министерстве юстиции Российской Федерации (современное наименование используется с 2000 года). 
Крупные региональные религиозные центры (мухтасибаты) были преобразованы в духовные управления мусульман и введен сан Верховного муфтия, который был присвоен Талгату Таджуддину.
В 1994 году в Москве был создан ещё один общероссийский муфтият — Духовное управление мусульман Центрально-Европейского региона России, руководителем которого стал глава Исламского центра Москвы и Московской области Равиль Гайнутдин, который фактически стал лидером мусульман России, не согласных с политикой Талгата Таджуддина. Шейх Таджуддин обвиняет их в ваххабизме, экстремизме и поддержке арабских эмиссаров.
Президент России Владимир Путин 23 мая 2013 года заявил о необходимости придания общегосударственного значения празднованию 225-летия со дня создания Центрального духовного управления мусульман, которое произошло в конце сентября 2013 года.
30 ноября 2016 года в Москве состоялось учредительное заседание ещё одного претендующего на статус общероссийского муфтията — Духовного собрания мусульман России, на котором был избран его руководитель муфтий Альбир Крганов, которого называют муфтием, «отколовшимся» от Центрального духовного управления мусульман России.

## Центральные органы

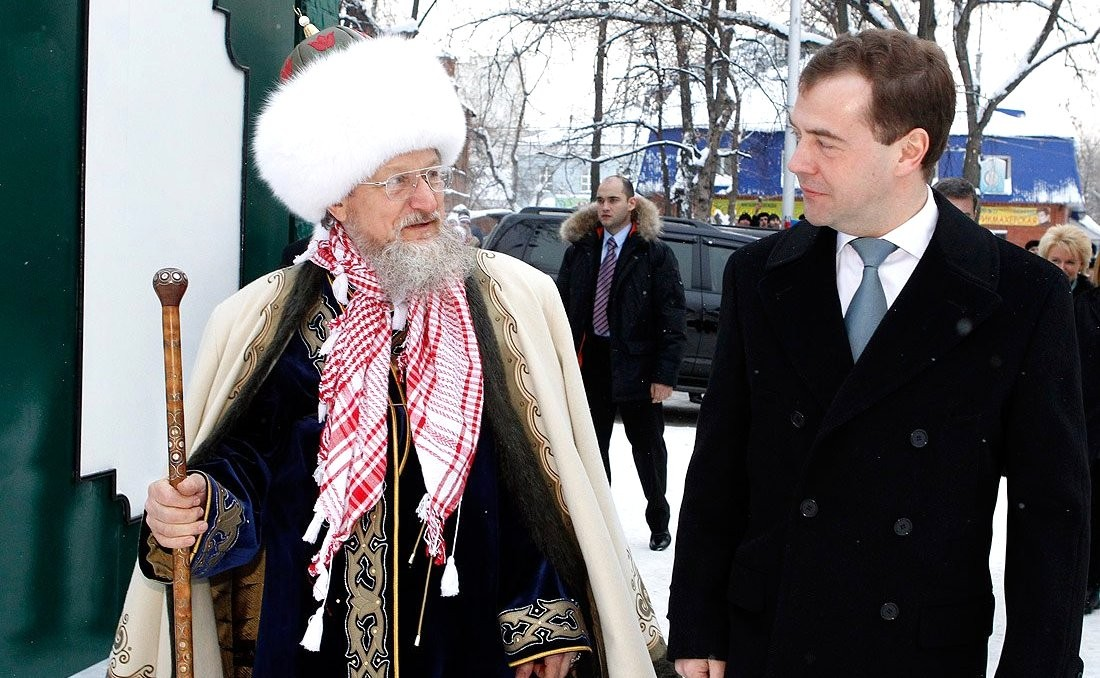
Председатель ЦДУМ Талгат Таджуддин

Председатель ЦДУМ России с 1980 года — Верховный муфтий Шейх-уль-Ислам Талгат Таджуддин.
Руководящими органами ЦДУМ России являются: Меджлис (съезд), Президиум, Совет муфтиев, Совет улемов. Контрольным органом ЦДУМ является Центральная ревизионная комиссия ЦДУМ России.

## Региональные структуры
На территориях отдельных субъектов Российской Федерации или на территориях отдельных государств действуют региональные духовные управления мусульман в составе ЦДУМ. На 1 января 2002 года в составе ЦДУМ действовало 28 региональных духовных управлений мусульман, руководителем которого является председатель в сане муфтия.
Региональные духовные управления мусульман под юрисдикцией ЦДУМ состоят из территориальных правлений мусульман мухтасибатов. Мухтасибаты, как правило, имеют статус религиозной организации и учреждаются вышестоящей религиозной организацией. Руководителем мухтасибата является председатель мухтасибатского правления в сане имам-мухтасиба. На территориях городов, микрорайонов, поселков, сел и деревень создаются местные мусульманские религиозные организации — махалля. Руководителем местной мусульманской религиозной организации является имам-хатыб. Все священнослужители на свои должности назначаются бессрочно.

## Муфтии России
- Мухаммеджан Хусаи́нов — (22.09.1788 — 17.07.1824)
- Габдесаллям Габдрахи́мов — (30.09.1825 — 31.01.1840)
- Габдулвахид Сулейма́нов — (10.06.1840 — 4.08.1862)
- Салимгарей Тевкелев — (28.04.1865 — 2.01.1885)
- Мухамедьяр Султа́нов — (2.01.1886 — 12.06.1915)
- Мухаммат-Сафа Баязитов — (28.07.1915 — 22.03.1917)
- Галиев Галимджан Мухаметзянович (Аль-Баруди) (02.05.1917—06.12.1921)[2];
- Фахретдинов Ризаитдин Фахретдинович (1922—12.04.1936)[2];
- Расулев Габдрахман Зайнуллович (1936—05.06.1950)[2];
- Хиялетдинов Шакир Шайхисламович (21.03.1951—15.06.1974)[2];
- Исаев Габдельбарый Низаметдинович (.05.1975—19.06.1980)[2];
- Тадзетдинов Талгат Сафич (Таджуддин) (с 19.06.1980 года)[4][2].